# Драгунара
43° 51′ 40″ N 15° 13′ 18″ E / 43.86111° С; 15.22167° И
Драгунара је ненасељено острвце у хрватском дијелу Јадранског мора. Налази се у Корнатском архипелагу између острвцета Шило Велико и Аба Дуга. Дио је Националног парка Корнати. Њена површина износи 0,016 km², док дужина обалске линије износи 0,52 km. Грађена је од кречњака кредне старости. Административно припада општини Муртер-Корнати у Шибенско-книнској жупанији.